# Vanves
Vanves ist eine französische Gemeinde mit 28.507 Einwohnern (Stand 1. Januar 2022) und gehört zu den südwestlichen Vorstädten von Paris, 5,6 Kilometer vom Pariser Stadtzentrum entfernt. Vanves gehört zu den am dichtesten besiedelten Gemeinden Europas.

## Geschichte
Am 1. Januar 1860 wurde die Stadt Paris durch Eingemeindungen der umgebenden Gemeinden vergrößert. Aus diesem Grund verlor die Gemeinde Vanves etwa ein Drittel ihrer Fläche an Paris.
Am 8. November 1883 wurde etwa die Hälfte des Gebietes von Vanves der neu geschaffenen Gemeinde Malakoff zugeschrieben.
| Bevölkerungsentwicklung | Bevölkerungsentwicklung | Bevölkerungsentwicklung | Bevölkerungsentwicklung | Bevölkerungsentwicklung | Bevölkerungsentwicklung | Bevölkerungsentwicklung | Bevölkerungsentwicklung | Bevölkerungsentwicklung | Bevölkerungsentwicklung |
| ----------------------- | ----------------------- | ----------------------- | ----------------------- | ----------------------- | ----------------------- | ----------------------- | ----------------------- | ----------------------- | ----------------------- |
| Jahr                    | 1962                    | 1968                    | 1975                    | 1982                    | 1990                    | 1999                    | 2009                    | 2014                    | 2020                    |
| Einwohner               | 25.585                  | 25.138                  | 22.528                  | 22.868                  | 25.967                  | 25.414                  | 26.505                  | 27.783                  | 27.871                  |

## Baudenkmäler
Siehe: Liste der Monuments historiques in Vanves

## Verkehr
Vanves liegt an der Pariser Métrolinie 13. Die Station Malakoff-Plateau de Vanves liegt an der Stadtgrenze zwischen Malakoff und Vanves, an der Station Porte de Vanves besteht Umsteigemöglichkeit zur Linie 3 der Pariser Straßenbahn. Außerdem liegt Vanves an den Transilien-Linien Paris Montparnasse.

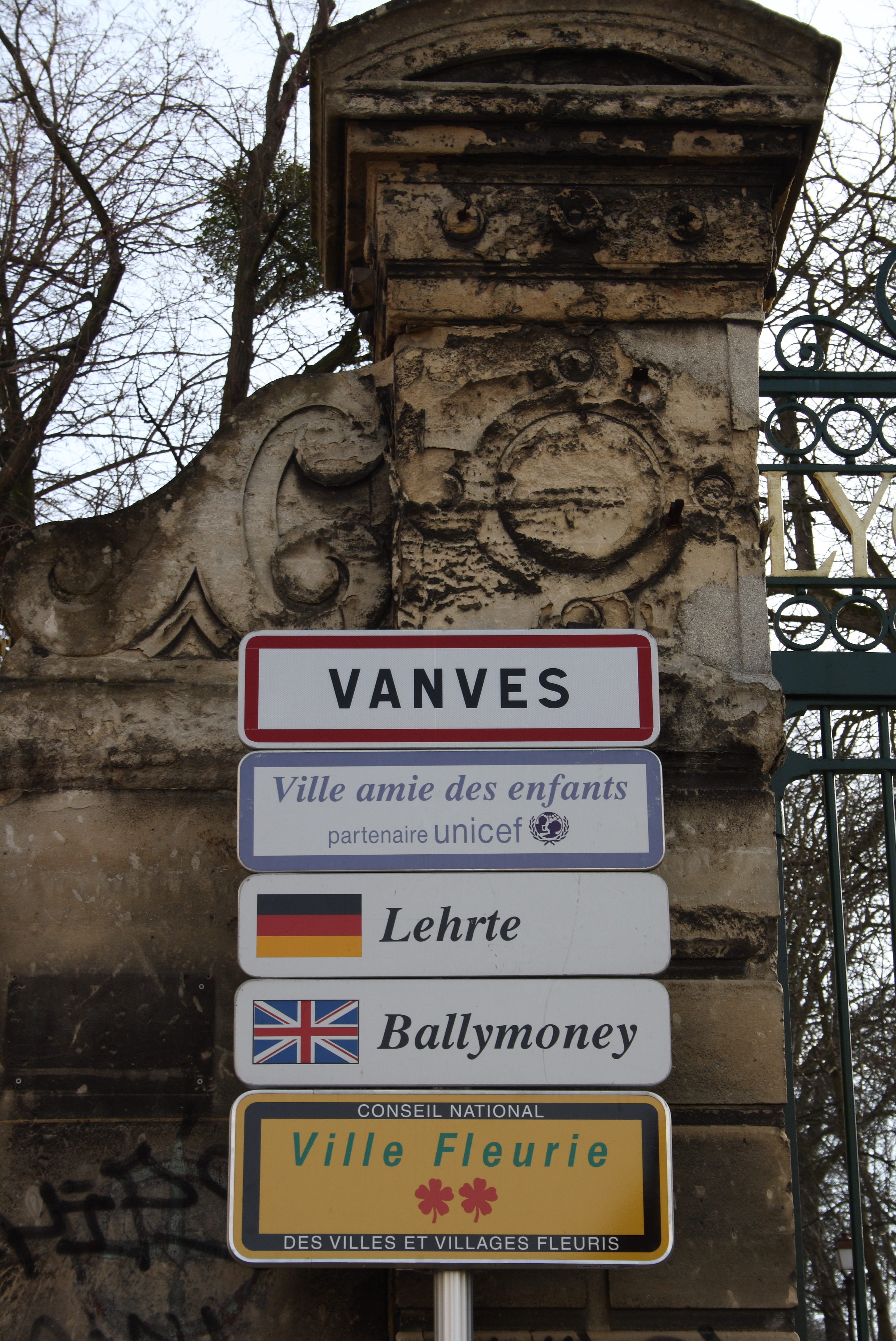
Ortsschild mit den Schildern der Partnerstädte

## Städtepartnerschaften
Vanves pflegt Städtepartnerschaften mit den Städten Lehrte in Deutschland (seit 1963), Ballymoney in Nordirland und Rosch haAjin in Israel.

## Töchter und Söhne der Gemeinde
- Léon Didier (1881–1931), Radrennfahrer und Schrittmacher
- Renée Le Calm (1918–2019), Schauspielerin
- Gérard Jouannest (1933–2018), Pianist, Komponist und Arrangeur
- Denis Colin (* 1956), Bassklarinettist und Komponist
- Philippe Lançon (* 1963), Journalist und Schriftsteller